# Josh West
Joshua West (Santa Fe, 25 marzo 1977) è un canottiere britannico, vincitore della medaglia d'argento nell'8 con a Pechino 2008.

## Palmarès
- Olimpiadi

Pechino 2008: argento nell'8 con.
- Campionati del mondo di canottaggio

2002 - Siviglia: argento nel 4 senza
2003 - Milano: argento nel 4 senza e bronzo nell'8 con.
2007 - Monaco di Baviera: bronzo nell'8 con.